# La isla de cemento
La isla de cemento es una novela del escritor J.G. Ballard editada en el año 1974.

## Argumento
Robert Maitland, protagonista de la obra, es un arquitecto de treinta y cinco años de edad que sufre un accidente con su flamente Jaguar en una de las autopistas de Londres. Inexplicablemente, una serie de situaciones imprevisibles lo hacen quedar varado en la isla de tránsito en la que ha caído, extensión de cemento ubicada bajo los carriles de la autovía. Dadas la peculiar ubicación del sitio y el alto índice de tránsito por sobre las autopistas superiores, pocos pueden verlo y nadie se detiene a recogerlo. Tal situación lo deja a Maitland en el papel de un nuevo Robinson Crusoe de la ciudad, quién no cuenta más que con los recursos del averiado automóvil y su propia fortaleza personal para escapar de allí. En tanto se suceden los días y trata de sobrevivir a toda costa, comienza a entender los motivos ambiguos que, de alguna manera, lo han conducido a ese paisaje de cemento, imagen y escenario de su propia alienación. La novela transcurre en la época en la que fue escrita, más precisamente, los sucesos tienen lugar a partir del accidente de Maitand, el 22 de abril de 1973.

## Estructura de la obra
Se trata de una novela corta, dividida en 24 capítulos breves:
1. A través de la barrera
2. El terraplén
3. Daño y agotamiento
4. El depósito de agua
5. La cerca de alambre
6. La tormenta de lluvia
7. El coche incendiado
8. Los mensajes
9. La fiebre
10. El refugio antiaéreo
11. El rescate
12. El acróbata
13. La señal de fuego
14. Sabor de ponzoña
15. El soborno
16. La fuente de alimentos
17. El duelo
18. Cinco libras
19. La bestia y el jinete
20. El bautismo de la isla
21. El delirio
22. El pabellón de puertas
23. El trapecio
24. La evasión